# Lectio difficilior potior
Lectio difficilior potior (с лат. — «Наиболее сложное прочтение — наиболее предпочтительное») — основной принцип методологии критики текстов. Имеет применение при выяснении оригинального либо наиболее близкого к оригиналу прочтения текста, данного в нескольких вариантах или переводах. Смысл метода состоит в том, что наиболее сложный для понимания или необычный вариант считается оригинальным (более близким к оригиналу). Принцип обусловлен тем, что переводчики и переписчики текстов зачастую заменяли непонятные фразы или слова на более близкие и понятные потенциальному читателю текста.
Принцип был сформулирован Иоганном Альбрехтом Бенгелем в 1725 году на основании методик европейских библеистов, и воспринят позже как основополагающий.